# Силвертон (Тексас)
Силвертон (енгл. Silverton) град је у америчкој савезној држави Тексас. Налази се у округу Бриско, чије је седиште. По попису становништва из 2010. у њему је живело 731 становника.

## Демографија
Према попису становништва из 2010. у граду је живело 731 становника, што је 40 (5,2%) становника мање него 2000. године.
| Група             | 2000.       | 2010.       |
| Белци             | 540 (70,0%) | 475 (65,0%) |
| Афроамериканци    | 4 (0,5%)    | 16 (2,2%)   |
| Азијати           | 0 (0,0%)    | 0 (0,0%)    |
| Хиспаноамериканци | 217 (28,1%) | 233 (31,9%) |
| Укупно            | 771         | 731         |